# 존 윌크스
존 윌크스(John Wilkes, 1725년 10월 17일 - 1797년 12월 26일)는 영국의 급진주의자, 언론인이자, 정치인이다. 런던 시장도 역임했다.
그는 1757년 최초로 의회 의원으로 선출되었다. 미들섹스 선거에서, 그는 대표자를 결정하기 위해 하원보다 유권자들을 옹호하며 싸웠다. 1768년에는 화난 그의 지지자들이 세인트 조지스 필즈 학살로 진압당했다. 1771년에, 그는 정부가 의회 논쟁에 대한 문자 그대로의 설명을 출판할 수 있는 출판권을 인정하도록 하는 데 도움을 주었다. 1776년에 그는 최초의 의회 개혁안을 영국 의회에 제출했다.
미국 독립 전쟁 동안에, 그는 미국 반군을 옹호하였고, 그로 인해 미국 휘그당에게 인기를 얻었다. 그러나, 1780년, 그는 고든 폭동을 무자비하게 진압하는 민병대를 지휘했고, 이것은 많은 급진주의자들로 등을 돌리게 한 계기가 되었다. 이 사건을 전환점으로 그는 점점 더 보수적인 정책을 채택하게 만들었으며, 이는 중류층부터 저소득층 지주들 사이에 불만을 야기시켰다. 이것은 1790년 총선에서 그가 중간선거에서 패배를 당하는 원인이 되었다.
65세의 나이에, 윌크스는 정계에서 은퇴했고, 1790년대에 카톨릭 노예 해방과 같은 진보적인 사회 개혁에 참여했다. 그는 생전에 자유사상가로 명성을 얻었다.

## 생애
윌크스는 위스키 양조업자 이스라엘 윌크스의 여섯 자녀 중 둘째 아들로 런던에서 태어났다. 레이던 대학, 하트포드 대학, 사립학교 등에 배운 후, 1747년에 메리 미드와 결혼하고 가산을 이어 버킹엄셔에 거주를 하게 되었다. 윌크스는 외동딸 폴리를 끔찍이 아꼈지만, 아내와는 1756년에 별거하면서 그대로 혼인 관계를 해소했다. 윌크스는 재혼은 하지 않았지만, 방종한 여성 관계로 알려져 적어도 다른 2명의 아들이 있었다. 그 예로서 악명 높은 헬파이어 클럽의 회원이 되기도 했지만, 나중에 윌크스는 클럽의 방탕한 생활을 신문에서 규탄하여 클럽을 해산시켰다. 클럽 회원으로는 샌드위치 백작 존 몬태규, 프란시스 대시우드, 윌리엄 호가스 등 쟁쟁한 명사가 이름을 올리고 있었다.
윌크스는 당대 제일의 추한 인상으로 요란한 놀림을 받았다. 심한 사팔뜨기였으며, 주걱턱을 가지고 있었지만, 그것을 매울 수 있는 형언할 수 없는 매력이 있었다. “나와 30분만 보내면 여자들은 얼굴따윈 아무래도 좋다는 거야”라며 큰소리쳤지만, 여성이 넘어오는 시간은 자랑할 때마다 조금 바뀌어 있었다. 그는 “이 얼굴 때문에 연적에게 공짜로 한 달 핸디캡을 당하는 것과 같다”라고도 말한 적이 있다.
그는 재치 있는 입담과 절묘한 욕설을 구사하는 하는 것으로 알려져 있었다. 예를 들어, 예전에 헬파이어 클럽의 동료였던 샌드위치 백작이 “윌크스, 자넨 교수대나, 천연두로 뒈질 것이네”라고 욕설을 퍼붓자, 윌크스는 “각하, 그 어느 쪽이 될지 모르겠습니다. 각하 심판을 받아들이는 것이 먼저인지, 백작 부인을 (내가) 안는 것이 먼저인지에 달려있겠죠”라고 반격했다. “당신을 선택할 바엔 악마에게 한 표 던지겠소”라고 유권자가 차갑게 말하자, 윌크스는 “그렇겠지요”라고 수긍하고 나서 말했다. “그럼, 당신의 친구가 악마인가요? 만약 친구가 선거에 출마하지 않는다면, 내게로 표를 돌리시죠”
미국 독립 전쟁이 발발하자 윌크스는 정부의 대 미국 정책을 규탄했다. 반면, 범죄는 엄벌을 내릴 것을 열심히 주장했다. 하지만, 그는 나이가 들어감에 따라 점점 보수적이 되었다. 급진주의자들은 그런 윌크스에게 실망했고, 윌크스는 1790년 미들섹스에서의 통합 선거에 패배했다. 1790년대에는 정치 활동에서 물러나 급진주의 운동에도 가담하지 않았다.
1797년 12월 29일에 런던에서 사망했다.

## 급진적 저널리즘

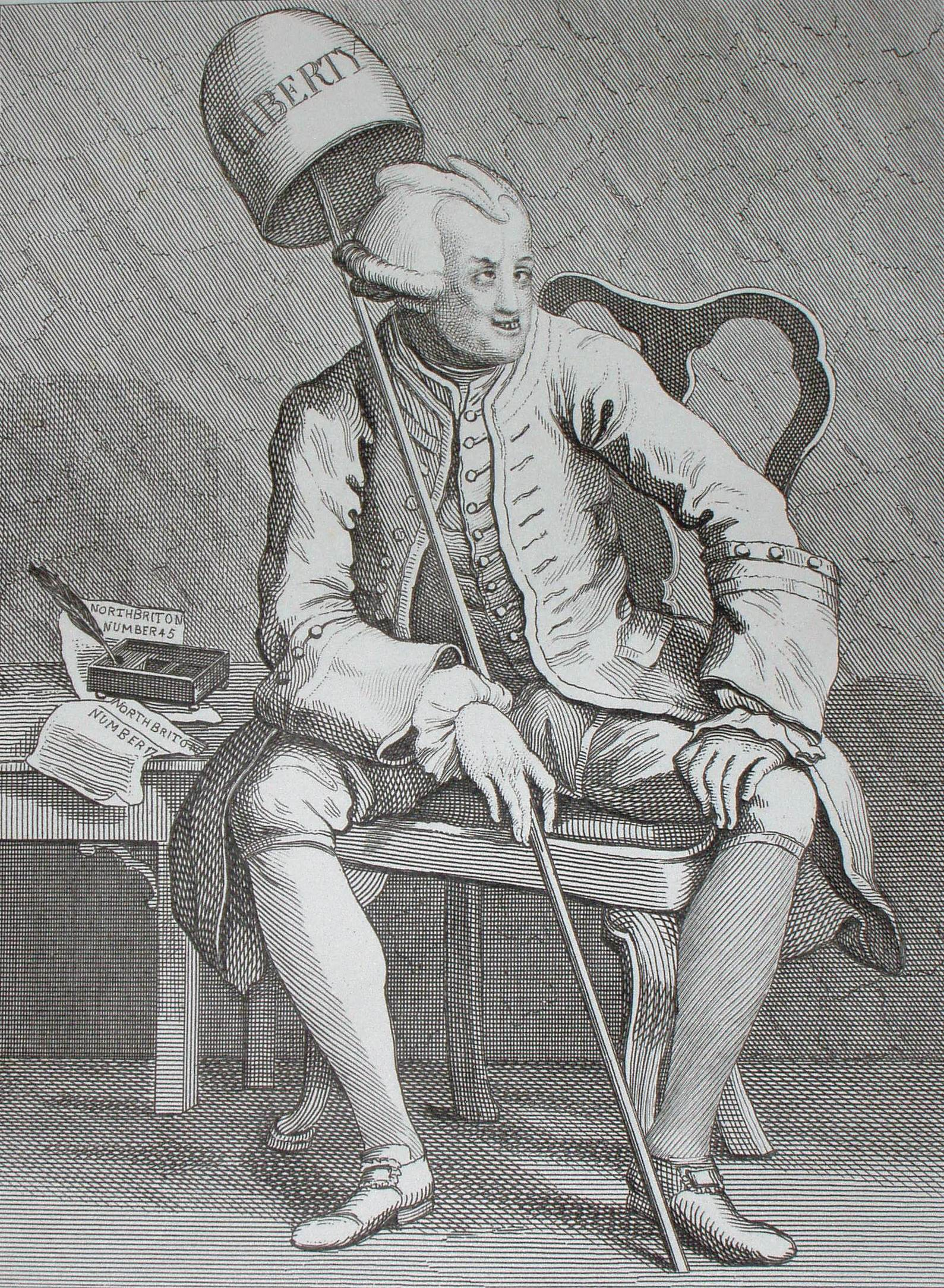
존 윌크스, 윌리엄 호가스 作, 1763년

윌크스는 휘그당원으로 시작하였고, 윌리엄 피트의 지지자였으나, 1762년에 뷰트 백작 존 스튜어트가 총리가 된 것을 계기로 급진적인 잡지 《더 노스 브리튼》(The North Briton)을 창간하고 반대로 스코틀랜드 바투를 내걸고 뷰트 백작을 공격하기 시작했다. 뷰트 백작은 이듬해 사임했지만 윌크스는 후임 조지 그렌빌 백작에 대해서도 유사한 공격을 가했다. 1763년 4월 23일, 의회 개회에서 국왕 조지 3세의 연설 내용을 《더 노스 브리튼》 지 45호에서 윌크스가 규탄을 했고, 선동적 명예훼손 혐의로 고소당했다. 뷰트 백작을 비난한다는 핑계였지만, 국왕이 파리 조약을 승인한 것을 신문에서 비난한 것은 왕에게는 분명한 반역죄로 비쳤기 때문이었다. 같은 달 4월 30일 윌크스와 인쇄업체에 대한 수색영장이 발부되어 49명이 일제히 구속되었다. 윌크스는 하원 의원직을 파면당하고, 체포되었다. 하지만 불법적인 체포 영장은 주장하는 민중의 압도적인 지지를 받아 윌크스는 이내 풀려나 의석을 회복했다. 윌크스는 불법 체포는 권리의 침해라며 소송을 시작했고, 민중은 “윌크스와 자유, 45호”를 표어로 항의 행동을 반복했다.
1762년 10월 5일, 윌크스는 초대 탤벗 백장인 윌리엄 탤벗과 결투를 벌였다. 탤벗은 스튜워드 경이자 뷰트의 추종자였다. 그는 《더 노던 브리튼》 12호에서 조롱을 당한 이후 윌크스에게 권총 결투를 신청했다. 그들은 사법적 관심을 피하기 위해 밤에 백샷에서 만났다. 8야드 거리에서 탤벗과 윌크스는 권총을 발사했지만, 둘 다 맞지는 않았다. 어느 정도 화해를 한 후에, 그들은 근처의 여관에 들러 클라렛(보르도산 적포도주)을 나눠 마셨다. 나중에 이 사건이 널리 알려졌을 때, 몇몇 사람들은 이 사건을 우스꽝스럽다고 생각했고, 풍자적인 글로 결투자들을 조롱했다. 일부 논평가들은 이 결투를 두 남자의 명성을 높이기 위한 이목을 끄는 무대 매너라고 비난했다.

## 재판
윌크스의 정적도 즉시 반격했다. 윌크스 기사 원고를 압수해 상원에 제출하고, 이를 비방 문서로 단정했다. 윌크스는 다시 파면되었지만, 추방과 심리에 앞서서 파리로 도피했다. 궐석재판이 행해졌고, 음란한 명예훼손과 소요죄로 윌크스는 1764년 1월 19일에 유죄 선고를 받았다.
윌크스는 정권이 교체되어 죄가 면제될 것을 기대했다. 그러나 유럽 본토에서 자신의 지원금도 바닥나서, 1768년에 영국으로 되돌아 와야 했다. 윌크스는 반정부주의자들의 지지를 기대하고 선거에 출마하려 귀국한 것이다. 이상하게도 그를 즉시 체포하라는 영장이 발급되지 않았다. 윌크스는 런던에서 낙선했지만, 미들섹스에서 당선되었다. 4월에 왕실법원(King's Bench Prison)에 출두해 책임을 회피한 것에 대해 징역 2년과 1000 파운드 벌금형을 선고를 받았다. 무죄 주장이 통하지 않았기 때문이다.
윌크스는 같은 해 5월 10일에 국왕을 비방한 문서를 작성한 혐의로 왕실 법원의 감옥에 수감되었다. 윌크스의 지지자들은 런던의 왕실 법원 앞에 모여 “자유없이는 왕도 없다”(No liberty, no King)는 항의 집회를 가졌다. 소요를 진압하던 군대가 비무장 군중에게 발포해 7명이 사망하고, 15명이 부상당하는 참사가 발생했다.(세인트 조지스 필즈 학살로 알려졌다.)
윌크스는 조속한 사면을 기대했지만, 원하는 사면은 이루어지지 않았고, 1769년 2월에 마침내 의회에서도 추방되었다. 같은 달 미들섹스 선거에서 재선되었지만, 또 파면되었고, 또 다시 3월에 재선되었다. 4월 의회는 그의 재선을 무효로 파면을 지지하는 결정을 했다. 굴하지 않는 윌크스는 윌크스를 지지하기 위해 결성된 권리장전 변호인 협회의 운동에 의해 같은 해 런던의 장로 의원에 당선됐다. 의석 박탈 결정을 의회에 철회시키는데 윌크스는 드디어 성공한 것이다.

## 이후
1770년 3월에 석방되자, 그는 런던의 치안관이 되었고, 1774년 런던 시장으로 취임했다. 또한 같은 해 미들섹스의 하원에 재당선되었다. 그의 입신의 관건은 체포영장도 의회 정치 보도에 대한 압박도 맞받아하여 언론의 자유를 옹호하는 것이었다. 정치적으로는 윌크스는 미국 식민지와 전쟁에 반대하는 입장을 취했고, 조합 운동과 종교적 관용의 지지자였다.
1780년부터 보수화되면서 윌크스의 인기는 하락했다. 고든 폭동에서도 시장으로서 타협없는 무력 진압을 진두지휘하였다. 그는 폭동을 일으킨 군중들에게 발포 명령을 내렸다. 윌크스를 “민중의 편”으로 인식했던 노동자 계급은 이후에 그를 위선자라고 비난했다. 지를 지지했던 중류층 계급은 그의 폭력적인 행위에 겁을 먹었다. 고든 폭등은 그의 인기를 거의 폭락시켰다.
1784년 미들섹스 선거에서 낙승했지만, 1790년에는 거의 지지를 얻지 못하면서 선거전에서 철수했다.

## 참고 문헌

### 전기
- Holdsworth, William (1938). A History of English Law Vol. 10, pp. 659–672, ISBN 0-421-05100-0.
- Rudé, George (1962). Wilkes and Liberty: A Social Study of 1763 to 1774, ISBN 0-19-881091-1.
- Williamson, Audrey (1974). Wilkes, A Friend of Liberty, ISBN 0-04-923064-6.
- Cash, Arthur (2006). John Wilkes: The Scandalous Father of Civil Liberty, ISBN 0-300-10871-0.

### 기타
- Encyclopedia Britannica